# Шум Павло Матвійович
Павло Матвійович Шум (нар. до 1759 — пом. 8 січня 1806) — військовий діяч Російської імперії.

## Біографія
Народився в родині київського полкового хорунжого та осавула Матвія Михайловича Шума.
Службу розпочав 1751 року значковим товаришем. Того ж року отримав сотенне правління замість сотника Негрулі, який був у поході. У 1754 р. був за полкового командира над 355 людьми на будівництві Фортеці св. Єлисавети. В 1760 році був за полкового командира над 770 чол. робітників на пограничній засіці в с. Тарасовичі. З 30 січня 1768 до 10 серпня 1781 рр. сотник козелецький на місце Павла Руголя. З 10 серпня 1781 року бунчуковий товариш, з 1782 року абшитований бунчуковий товариш. 
Після відставки засідатель Козелецького повітового суду.

## Родина
Був одружений з Євдокією Яківною Пилипенко, донькою переяславського полкового осавула Якова Михайловича Пилипенко.